# 양곡역
양곡역(暘谷驛)은 조선민주주의인민공화국 량강도 백암군에 위치한 백두산청년선의 철도역이다.